# Флакс, Ефрем Борисович
Ефре́м Бори́сович Флакс (2 (15) января 1909, Санкт-Петербург — 17 декабря 1982, Ленинград) — советский певец (бас), выпускник Ленинградской консерватории (1936). Заслуженный артист РСФСР (1960).

## Биография
Родился в 1909 году в Санкт-Петербурге в семье фотографа Б. Е. Флакса, жившей на Садовой улице, 61. В семье было девять детей, Ефрем был младшим. В 3 года потерял отца. В 1917 году мать с младшими детьми переехала в Аткарск Саратовской губернии. В 1921 году семья вернулась в Петроград, однако, в силу тягот тогдашней жизни, Ефрем с младшей сестрой оказался в детском доме, где пробыл до 1926 года.
Начав самостоятельную жизнь, сменил множество работ и профессий. Работал на шахте в Донбассе, затем переехал в Москву, позднее вернулся в Ленинград, где также занимался тяжёлым трудом — был истопником, землекопом, извозчиком.
По воспоминаниям самого Ефрема Флакса, даже сдавать вступительный экзамен на рабфак Ленинградской консерватории он приехал на собственной телеге с лошадью. Провалившись по всем предметам, кроме основного — вокала, он был принят на рабфак, а через два года — на основной курс. Учителями Е. Флакса были профессора И. С. Томарс, П. З. Андреев, А. Б. Мерович. На первом курсе обучения был приглашён И. О. Дунаевским в Ленинградский мюзик-холл для исполнения нескольких его песен. Выступал также с джаз-оркестром А. Цфасмана.
В 1936 году, с отличием закончив консерваторию, молодой певец поступил в аспирантуру, а по её окончании остался преподавать. Вскоре стал солистом Ленинградской филармонии, где проработал 35 лет.
С началом Великой Отечественной войны Флакс записался добровольцем в народное ополчение, а позднее командировался на фронт, в Ансамбль песни и пляски Северо-Западного фронта. 
Работая на Ленинградском радио, Ефрем Флакс стал первым исполнителем многих песен Г. Свиридова, В. Соловьёва-Седого, Б. Мокроусова, К. Листова, Т. Хренникова, М. Блантера.
В период 1947—1968 годов Е. Б. Флакс преподавал в Ленинградской консерватории. В 1960 году был удостоен звания заслуженного артиста РСФСР. Творческое наследие певца доступно и сейчас, более 100 произведений записано на грампластинки.

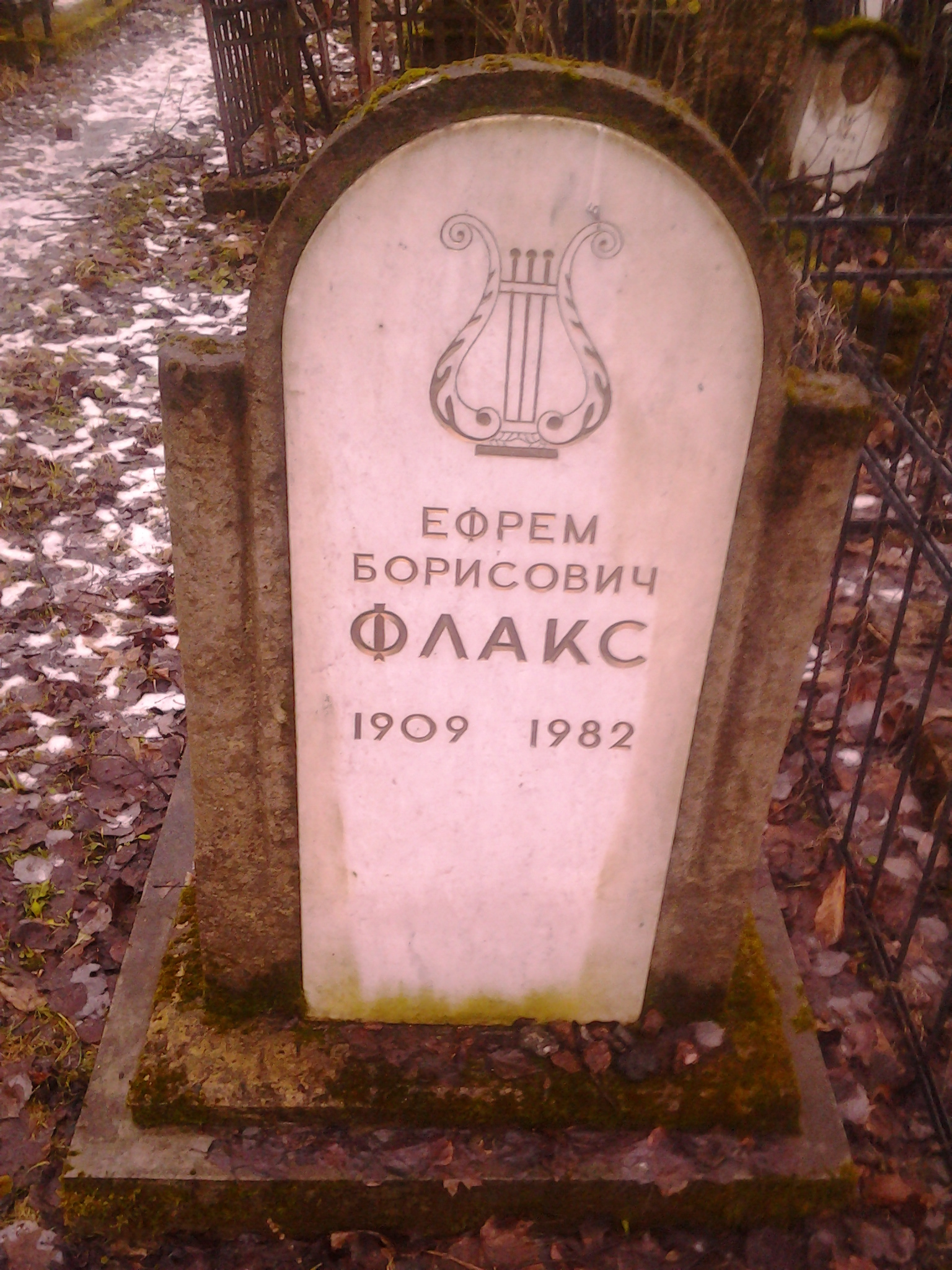
Могила на Еврейском кладбище

Скончался в Ленинграде 17 декабря 1982 года. Похоронен на Еврейском кладбище — участок 3/5 старый, могила № 265.

### Семья
- Отец — Борис Ефремович (Бенцел-Бер Ефроимович) Флакс (? —1913), уроженец Шавлей Ковенской губернии, владелец двух фотосалонов — на Вознесенском, 45, и Суворовском, 7—19 в Санкт-Петербурге[8][9];
- Брат — Михаил Борисович Флакс, управляющий фотомастерской[8];
- Дочь — Стелла Ефремовна Флакс (Рябова) (1936-2024);
- Сын — Борис Ефремович Флакс (1947—2023), режиссёр, музыкант ВИА «Поющие гитары» в 1975—1985 годах[10].

## Увлечения
Ефрем Флакс был завзятым филуменистом. Его коллекция спичечных этикеток считалась одной из лучших в Ленинграде.

## Наиболее известные песни и романсы
Примечание. Первое исполнение отмечено звёздочкой (*)
- Баллада о солдате (В. Соловьёв-Седой — М. Матусовский)
- Блоха (М. Мусоргский — И. В. Гёте)
- В землянке (К. Листов — А. Сурков)
- В лесу прифронтовом (М. Блантер — М. Исаковский)
- Вася Крючкин (В. Соловьёв-Седой — В. Гусев) с Владимиром Захаровым и Михаилом Михайловым
- Вечер на рейде* (В. Соловьев-Седой)
- Возвращение солдата (Г. Свиридов — Р. Бёрнс / С. Маршак)
- Воспоминание об эскадрилье «Нормандия-Неман» (М. Фрадкин — Е. Долматовский)
- Враги сожгли родную хату (М. Блантер — М. Исаковский)
- Всю землю тьмой заволокло (Г. Свиридов — Р. Бёрнс / С. Маршак)
- Где же вы теперь, друзья-однополчане?* (В. Соловьёв-Седой — А. Фатьянов)
- Гляжу в поля просторные (В. Соловьёв-Седой — В. Боков)
- Горский парень (Г. Свиридов — Р. Бёрнс / С. Маршак)
- Грустить не надо (М. Блантер — В. Масс)
- Грустные ивы (М. Блантер — А. Жаров)
- Давно мы дома не были* (В. Соловьёв-Седой — А. Фатьянов)
- Джон Андерсон (Г. Свиридов — Р. Бёрнс / С. Маршак)
- Дорожные жалобы (В. Бернард — А. Пушкин)
- Дым (Дж. Керн — С. Болотин)
- Забытый (М. Мусоргский — А. Голенищев-Кутузов)
- Заветный камень (Б. Мокроусов — А. Жаров)
- Заздравная (Р. Хейф — П. Белов)
- Застольная (М. Блантер — К. Симонов)
- Здесь вы в казарме (И. Берлин — С. Болотин, Т. Сикорская)
- Золотые огоньки* (В. Соловьёв-Седой — А. Фатьянов, С. Фогельсон)
- И скучно, и грустно (А. Даргомыжский — М. Лермонтов)
- Играй, мой баян (В. Соловьёв-Седой — Л. Давидович)
- Калистрат (М. Мусоргский — Н. Некрасов)
- Каховка (И. Дунаевский — М. Светлов)
- Когда душа поёт (М. Блантер — А. Коваленков)
- Когда песню поёшь (В. Соловьёв-Седой — В. Гусев)
- Конармейская (Братья Покрасс — А. Сурков)
- Кукушка (М. Блантер — К. Симонов)
- Куплеты водовоза (И. Дунаевский — В. Лебедев-Кумач)
- Куплеты лоцмана (И. Дунаевский — В. Лебедев-Кумач)
- Курортная песня (И. Дунаевский — В. Волженин)
- Лесной царь (Ф. Шуберт — И. В. Гёте)
- Лизетта (? — П. Беранже)
- Любимый город (Н. Богословский — Е. Долматовский)
- Марш весёлых ребят (И. Дунаевский — В. Лебедев-Кумач)
- Мой друг (М. Блантер — В. Винников)
- Матросский вальс (В. Сорокин — С. Фогельсон)
- Моя душечка (А. Дюбюк — С. Писарев)
- Моя любимая (М. Блантер — Е. Долматовский)
- На солнечной поляночке (В. Соловьёв-Седой — А. Фатьянов)
- Не лукавьте (А. Дюбюк)
- Небо (С. Воскресенский — С. Болотин, Т. Сикорская)
- Нищая (А. Алябьев — П. Беранже)
- Новогодняя застольная (Б. Мокроусов — Е. Долматовский)
- Ночи белые стоят над Ленинградом* (В. Соловьев-Седой)
- Ночь листвою чуть колышет (Т. Хренников — П. Антокольский)
- Одинокая гармонь (Б. Мокроусов — М. Исаковский)
- Осень (Г. Свиридов — Р. Бёрнс — С. Маршак)
- Песенка военных корреспондентов (М. Блантер — К. Симонов)
- Песня о Днепре (М. Фрадкин — Е. Долматовский)
- Песня о Москве (Т. Хренников — В. Гусев)
- Песня о пяти героях (В. Белый — И. Френкель) с Георгием Виноградовым
- Песня пьяных (Т. Хренников — П. Антокольский)
- Приходи (Д. Оливьери — С. Болотин)
- Прощай (Г. Свиридов — Р. Бёрнс / С. Маршак)
- Раёк (М. Мусоргский)
- Робин (Г. Свиридов — Р. Бёрнс / С. Маршак)
- Семинарист (М. Мусоргский)
- Серенада на осле (Р. Фримль — Б. Форрест)
- Случайный вальс (М. Фрадкин — Е. Долматовский)
- Соседка (Г. Свиридов — М. Лермонтов)
- Спортивный марш (И. Дунаевский — В. Лебедев-Кумач)
- Станция «Снегири» (В. Соловьёв-Седой — М. Матусовский)
- Старый капрал (А. Даргомыжский — П. Беранже / В. Курочкин)
- Сурок (Л. Бетховен — И. В. Гёте)
- Счастливая песенка (Д. Прицкер — С. Фогельсон)
- Тебя не видеть (И. Брамс — Г. Даумер)
- Титулярный советник (А. Даргомыжский — П. Вейнберг)
- Тебя не видеть (И. Брамс — Г. Даумер)
- Только на фронте (А. Лепин — В. Лебедев-Кумач)
- Трепак (М. Мусоргский)
- Тучи над городом встали (П. Арманд)
- Ты жизнь моя (М. Блантер — Е. Долматовский)
- Улица, улица (А. Дюбюк)
- Услышь меня, хорошая (В. Соловьёв-Седой — М. Исаковский)
- Финдлей (Г. Свиридов — Р. Бёрнс / С. Маршак)
- Хороши весной в саду цветочки (Б. Мокроусов — С. Алымов)
- Чемодан (М. Блантер — К. Симонов)
- Червяк (А. Даргомыжский — П. Беранже / В. Курочкин)
- Честная бедность (Г. Свиридов — Р. Бёрнс / С. Маршак)
- Шинель (В. Соловьёв-Седой — А. Твардовский)
- Эх, дороги (А. Новиков — Л. Ошанин)
- Я не миллионер (Р. Монако — В. Сикорский)
- Я потерял своё сердце (И. Берлин — С. Болотин, Т. Сикорская)

## Отзывы о творчестве
Ефрем Борисович Флакс — один из талантливейших певцов нашего времени. В его пении подкупает тщательная отделка деталей при сохранении цельного музыкального образа. И трагизм, и лирика, и юмор ему всегда удаются очень хорошо. Многие из советских композиторов обязаны ему за внимательный, чуткий и артистический подход к их творчеству.— Д. Шостакович, 1940

Флакс принадлежит к тем исполнителям, у которых музыка и слово в должном равновесии. Оттого и голос его и жест представляют собой яркую палитру тембровых красок. Его мимика также органична и убедительна. Перед нами подлинно творящий художник. Флакс лепит голосом своим, как из послушной глины, все тончайшие очертания музыкальных образов.— С. Акимова, «Ленинградская правда» от 21.03.1945

Есть голоса, которые неотделимы от лучших лет нашей жизни. Для меня таким голосом навсегда остался бархатный бас Ефрема Флакса. …Атлетически сложенный, с красиво посаженной головой, жгучий брюнет с мефистофельским взглядом.— В. Соловьёв-Седой, «Пути-дороги» 1983